# Наследници
Наследници (на английски: Succession) е американски сатиричен сериал на компанията HBO излъчван от 2018 до 2023 година. Сериалът се съсредоточава върху семейство Рой, собствениците на Waystar RoyCo, глобален медиен и развлекателен конгломерат, които се борят за контрол над компанията на фона на несигурността относно здравето на главата на семейството – Логан Рой (Брайън Кокс).
Сериалът се развива в 4 сезона и има общо 39 епизода. Всички сезони получават много високи оценки от критиката за своя сценарий, актьорска игра, хумор, музикална партитура, режисура, производствени стойности и изследване на своята проблематика.

## Сюжет
Историята се върти около семейството на измисления американски медиен и развлекателен магнат Логан Рой (Брайън Кокс), който контролира един от най-големите медийни и развлекателни конгломерати в света. Четирите му деца се борят за доверието на баща си, но застаряващият им баща многократно разочарова надеждите им, че ще могат да поемат главната отговорност в компанията. Използвайки медийните магнати Рупърт Мърдок и Робърт Максуел като вдъхновение, награденият създател на сериала Джеси Армстронг създава поредица, която наподобява модерен поглед върху „Крал Лир“ на Шекспир.

## Награди
Наследници получава множество отличия, започвайки с втория си сезон. Сериалът печели общо 13 Еми от 48 номинации за най-добър драматичен сериал за 2020 и 2022, за сценарий на Джеси Армстронг, за режисура на Андрий Парех, за тематична музика на Никълъс Брител и за главния актьор Джеръми Стронг, който пробива със сложната роля на сина Кендъл Рой. През 2022 трима поддържащи актьори получават номинации, като наградата отива при Матю Макфайдън. Шотландският театрален актьор Брайън Кокс, който изпълнява ролята на патриарха Логан Рой получава две номинации за Еми и печели Златен глобус за най-добър драматичен актьор през 2020 година.
Златен глобус 2023:
- Най-добър драматичен сериал
- Най-добър актьор в драматичен сериал (Брайън Кокс)
- Най-добър поддържащ актьор в драматичен сериал (Матю Макфайдън)
- Най-добър актьор в драматичен сериал (Кийрън Кълкин)

Еми 2023
- Най-добър драматичен сериал
- Най-добър актьор в драматичен сериал (Кийрън Кълкин)
- Най-добра актриса в драматичен сериал (Сара Снук)
- Най-добър поддържащ актьор в драматичен сериал (Матю Макфайдън)
- Най-добър сценарий на драматичен сериал

Еми 2020
- Най-добър драматичен сериал
- Най-добър актьор в драматичен сериал (Джеръми Стронг)

Златен глобус 2022:
- Най-добър драматичен сериал
- Най-добър актьор в драматичен сериал (Джеръми Стронг)
- Най-добър поддържащ актьор в сериен филм (Сара Снук)

Еми 2022
- Най-добър драматичен сериал
- Най-добър поддържащ актьор в сериен филм (Матю Макфайдън)